# Paul Couissin
Paul Couissin, né le 10 avril 1885 à Brest (Finistère) et mort le 8 mars 1932 à Aix-en-Provence (Bouches-du-Rhône), est un historien français.

## Biographie
Excellent latiniste, il fut professeur à Rennes pendant sept années puis professeur de littérature latine à la Faculté des lettres de l'Université de Marseille à partir de 1927. Ses talents de dessinateur l'amenèrent également vers l'archéologie, et travailla à la série des Cartes archéologiques de la Gaule romaine. Spécialiste de l'armement antique (sa thèse de doctorat porta sur Les Armes romaines), il devint en 1929 conservateur du musée d'archéologie de Marseille (succédant à Michel Clerc). Il s'était également intéressé au mythe de l'Atlantide.

## Publications
- Les Armes romaines, Paris, Honoré Champion, 1926 (lire en ligne)
- L'Atlantide de Platon et les origines de la civilisation, 1928
- avec Henry de Gérin-Ricard, Carte archéologique de la Gaule romaine. 1, Carte (partie orientale) et texte complet du département des Alpes-Maritimes, Paris, 1931.
- avec Henry de Gérin-Ricard, Carte archéologique de la Gaule romaine. 2, Carte (partie orientale) et texte complet du département du Var, Paris, 1932.
- La vie publique et privée des anciens Grecs, t. VIII : Les institutions militaires et navales, Paris, Les Belles Lettres, 1932